# Edmonton/Cooking Lake Airport
Edmonton/Cooking Lake Airport är en flygplats i Kanada.   Den ligger i provinsen Alberta, i den centrala delen av landet, 2 800 km väster om huvudstaden Ottawa. Edmonton/Cooking Lake Airport ligger 736 meter över havet. Den ligger vid sjön Cooking Lake.
Terrängen runt Edmonton/Cooking Lake Airport är platt. Närmaste större samhälle är Sherwood Park, 17,1 km nordväst om Edmonton/Cooking Lake Airport. 
Omgivningarna runt Edmonton/Cooking Lake Airport är en mosaik av jordbruksmark och naturlig växtlighet. Runt Edmonton/Cooking Lake Airport är det glesbefolkat, med 16 invånare per kvadratkilometer.